# Putywl
Putywl (ukr. Путивль) – miasto w północno-wschodniej części Ukrainy, nad rzeką Sejm, przy granicy z Rosją. 15 tys. mieszkańców w 1970 roku. Obecnie około 20 tys. (2004). W mieście rozwinął się przemysł spożywczy.

## Historia
Jedno z miast Siewierszczyzny po raz pierwszy wspomniane w 1146 jako ważna twierdza w rywalizacji między księstwami Rusi Kijowskiej czernihowskim i nowogrodzko-siewierskim. Pieśń Jarosławny o murach Putywla jest wzruszającym punktem kulminacyjnym średniowiecznego Słowa o wyprawie Igora oraz opery Aleksandra Borodina Kniaź Igor.
Po bitwie nad Wiedroszą w 1500 Putywl przeszedł pod władzę Wielkiego Księstwa Moskiewskiego. W czasie wielkiej smuty miasto stało się centrum powstania Iwana Bołotnikowa (1606–1607) i na krótko bazą wojsk Dymitra Samozwańca I. Opanowane przez Polaków w 1613, zostało zwrócone Moskwie po rozejmie w Dywilinie (1619). Dwukrotnie oblegane przez Jeremiego Wiśniowieckiego w czasie wojny smoleńskiej (1632–1634) bez powodzenia ze względu na dezercję Kozaków rejestrowych.
Do rewolucji październikowej w ramach Imperium Rosyjskiego Putywl był częścią guberni kurskiej.
Po sowieckiej agresji na Polskę pod Putywlem (w odległości 40 km od miasta) mieścił się założony i nadzorowany przez NKWD obóz dla jeńców polskich, a potem dla jeńców z krajów nadbałtyckich.
Po niemieckim ataku na ZSRR partyzanci sowieccy pod dowództwem Sydora Kowpaka rozpoczęli wojnę partyzancką przeciw agresorom w lasach całej północnej Ukrainy.

## Zabytki
- Monastyr Mołczański – jest głównym zabytkiem architektonicznym Putywla w większości datowany na XVII wiek. Fundamenty trzykopułowej katedry poświęconej Narodzeniu Matki Boskiej pochodzą z lat dziewięćdziesiątych XVI wieku. Główna część kościoła jest jedną z najwcześniejszych budowli barokowych w regionie. Została w całości opisana przez Pawła z Aleppo w 1654. Katedra wykazuje silne wpływy architektury moskiewskiej, szczególnie w detalach i rzeźbionych dekoracjach.
- kościół pw. św. Mikołaja – wybudowany w latach 1735–1737, w stylu kozackiego baroku i Katedrę Zbawiciela wyjątkową hybrydę ukraińskiej i rosyjskiej architektury sakralnej, której budowę rozpoczęto w 1617 i w kształtach kopuł wykorzystano charakterystyczne cechy moskiewskie.
- zamek – blisko kościoła pw. św. Mikołaja widoczne są pozostałości XVII-wiecznych fortyfikacji z bramami i kilkoma wieżami, z których jedną zbudowano jako wieżę dzwonniczą w 1700.

## Osoby związane z Putywlem
- Oksana Płotnikowa – ukraińska wiceminister
- Iwan Tałdykin – pilot Ludowego Wojska Polskiego